# Аилурофобија
Аилурофобија је ирационалан, упоран страх од мачака.

## Етимологија назива
Назив ове фобије води поријекло од:
- старогрчке ријечи аилоурос, која значи мачка,
- и старогрчке ријечи фобос, која значи страх,

Постоје и друга имена за ову фобију, као што су то фелинофобија и елурофобија.

## Манифестација
Ова фобија манифестује се на различите начине. За већину људи то је нешто мање од страха, више као гађење, слично реакцији коју људи имају на змије и пацове. Неки људи ово осећају све време, док други одговарају само на директне стимулације. Ситуације у којима може доћи до изазивања гађења према мачкама код некога су: када чује предење, када види мачку у стварном животу, замишљање могућности да га мачка додирује или се чеше од њега, мисао да може срести мачку у мраку, гледање мачке у очи, када види мачку на сликама или на телевизији и играчке које подсећају на мачке или мачије крзно. Велике мачке попут лавова и тигрова такође могу покренути стимулансе повезане са фобијом.
Постоји много начина за лечење аилурофобије; лечење углавном врши психијатар или неки други специјалиста за терапију.
Један снажно мотивисан пацијент успео је да се опорави полако се навикавши на крзно мачке, прво додирујући различите врсте сомота, затим се навикао на играчку која личи на мачку и на крају на живо маче које је пацијент касније и усвојио.